# 미국의 중국어

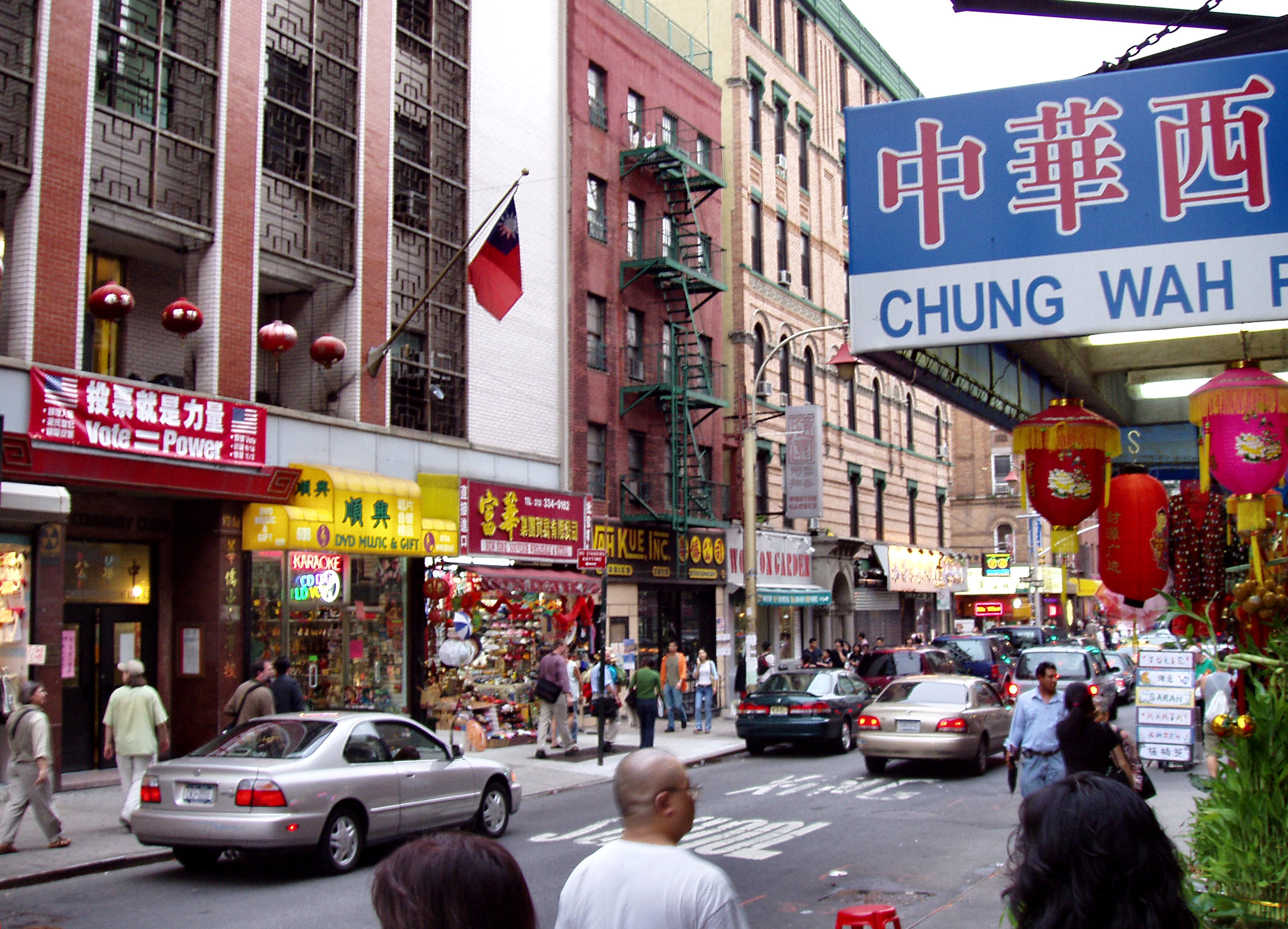
맨해튼 차이나타운

표준 중국어 및 광둥어를 비롯한 다양한 방언을 포함하는 중국어는 미국에서 세 번째로 많이 사용되는 언어이며, 주로 중국계 미국인 인구와 이민자 또는 이민자의 후손, 특히 캘리포니아주와 뉴욕주에서 사용된다. 2004년경에는 2백만 명 이상의 미국인이 중국어 방언을 사용했으며, 중국 대륙과 어느 정도 중화민국으로부터의 이민으로 인해 관화가 점점 더 보편화되고 있다. 이 범주 내에서 응답자의 약 3분의 1은 광둥어나 관화를 구체적으로 사용한다고 답했고, 나머지 3분의 2는 다른 중국어 방언 간의 상호 의사소통성 부족에도 불구하고 "중국어"라고 답했다. 이러한 현상은 미국에서 특정 중국어의 상대적 보급률을 쉽게 식별하기 어렵게 만든다.
2000년 미국 인구조사 장문 양식에 보고된 데이터에 따르면, 259,750명이 "광둥어"를 사용했으며, 58.62%는 캘리포니아에 거주했고, 다음으로 16.19%는 뉴욕에 거주했다. 실제 광둥어 사용자 수는 아마 더 많았을 것이다. 1982–83학년도에는 캘리포니아의 29,908명의 학생들이 광둥어를 주된 가정 언어로 사용한다고 보고되었다. 이 학생들 중 약 16,000명은 제한적 영어 구사자 (LEP)로 확인되었다.
2000년 미국 인구조사 장문 양식에 보고된 데이터에 따르면, 84,590명이 "대만어"를 사용했다. 가장 많은 취안장어 사용자가 있는 카운티는 21,990명(카운티 인구의 0.250%)의 로스앤젤레스군이었고, 다음으로 오렌지군이 5,855명(카운티 인구의 0.222%)이었다. 취안장어 사용자 비율이 가장 높은 카운티는 캘훈군 (텍사스주)으로 0.845%(160명)였고, 다음으로 포트벤드군이 0.286%(935명), 로스앤젤레스군 (캘리포니아주) 순이었다. 미국 지역 사회 조사에서 2005–2009년 동안 수집된 데이터에 따르면, 76,822명이 대만어를 사용했다.
뉴욕에서는 2002년 기준으로 표준 중국어가 중국어 사용자 중 단 10%만이 모국어로 사용했지만, 이차 방언으로 사용되며 광둥어를 대체하여 링구아 프랑카가 되고 있었다.
| 주           | 중국어 사용자 수 |
| ------------ | ---------------- |
| 캘리포니아주 | 815,386          |
| 뉴욕주       | 374,627          |
| 텍사스주     | 91,500           |
| 뉴저지주     | 84,345           |
| 매사추세츠주 | 71,412           |
| 일리노이주   | 65,251           |

## 통계
| 이름     | 사용자 수 | 오차 범위 | 영어를 "매우 잘" 구사하는 사람 | 오차 범위 |
| -------- | --------- | --------- | ------------------------------ | --------- |
| 총계     | 2,896,766 | 13,255    | 1,600,886                      | 8,527     |
| "중국어" | 1,867,485 | 13,875    | 1,054,885                      | 8,578     |
| 하카     | 1,350     | 307       | 840                            | 263       |
| "간, 샹" | 50        | 65        | (D)                            | (D)       |
| 광둥어   | 458,840   | 6,487     | 257,625                        | 4,433     |
| 관화     | 487,250   | 7,953     | 240,810                        | 5,571     |
| 푸저우   | 1,450     | 455       | 1,175                          | 418       |
| 민난     | 77,675    | 2,687     | 44,140                         | 1,939     |
| 우       | 2,670     | 466       | 1,375                          | 287       |

## 언어 습득
중국계 미국인들은 자녀에게 중국어를 가르치는 여러 이유가 있다. 고유한 정체성 보존, 문화적 조상에 대한 자부심, 중국어 구사 가족 구성원과의 쉬운 의사소통 욕구, 그리고 중국의 경제력이 커짐에 따라 중국어가 유용한 언어가 될 것이라는 인식 등이 그것이다. 역사적으로 대부분의 중국 이민자들이 사용했던 광둥어는 2004년에 미국에서 세 번째로 널리 사용되는 비영어권 언어였다. 이러한 목표를 달성하기 위해 많은 중국 학교가 설립되었다. 대부분은 주말에만 주 1회 수업을 진행하지만, 특히 과거에는 일반 학교 방과 후에 매일 모이는 학교도 있었다.
중국 태생 이민자의 약 9%가 가정에서 영어를 사용하지만, 미국에 거주하는 3세대에서는 이 비율이 90%에 달할 수도 있다. 가정 내 중국어 사용, 지역 사회와의 연계, 과외 활동, 명시적인 교육 등이 어린 중국 이민자들의 중국어 능력 상실을 완화하는 데 도움이 될 수 있지만, 미국에서 영어가 주류 언어라는 점은 많은 2세대 및 3세대 중국계 미국인들이 중국어를 말하거나 읽는 능력이 제한적이거나 전혀 없음을 의미한다.
모든 중국어가 성조어이기 때문에, 영어 모국어 사용자들은 중국어 성조를 발음하는 데 어려움을 겪는 경우가 많고, 뚜렷한 억양이 있거나 말에서 성조를 인식하는 능력이 손상될 수 있다. 중국어 표기법도 유창성을 습득하기에 독특하게 어려운 점이 있는데, 각 한자가 알파벳이나 음절문자처럼 조각조각 추론할 수 있는 소리 대신 전체 음운론적 의미 영역을 나타내기 때문이다.
중국 이민자들은 중국어 유창성을 유지하고 자녀에게 중국어 사용을 강요하는 데 있어 경쟁적인 사회문화적 이해관계를 직면할 수 있다. 일부 중국계 미국인들은 중국어 유창성을 중국 문화적 정체성의 핵심 부분으로 간주하고 가정에서 중국어만 사용하거나 영어 사용을 금지할 수 있다. 다른 가족들은 영어 능력과 동화를 자녀의 미래 성공의 열쇠로 본다. 아시아계 미국인, 특히 중국계 미국인들이 '영원한 외국인'으로 간주되는 지위는 일부 중국계 미국인들이 중국어 유창성을 희생하더라도 영어 단일 언어 유창성을 달성하거나 자녀를 그렇게 키우려는 욕구의 기여 요인이 될 수 있다.
이러한 욕구는 종종 문화적 정체성과 사회적 규범 강화, 행동 문제 발생률 감소, 영어 및 중국어 사용 환경을 편안하게 탐색하는 능력 등 이중 언어 사용의 입증된 이점과 상충된다.

## 외국어로서의 중국어
2006년 현대 언어 협회의 조사에 따르면, 중국어는 미국 외국어 수업 등록의 3%를 차지하여 미국에서 가장 흔히 배우는 외국어 중 7위였다. 대부분의 외국어로서의 중국어 수업은 간체자와 표준 중국어를 가르친다.

## 같이 보기
- 중국계 미국인
- 언어와 해외 화교 공동체